# Pomorjansko
Pomorjansko (poljsko Pomorze, nemško Pommern) je zgodovinska regija na južni obali Baltskega morja v srednji Evropi, razdeljena med Poljsko in Nemčijo. Zahodni del Pomorjanskega pripada nemškima deželama Mecklenburg-Predpomorjansko in Brandenburg, medtem ko vzhodni del pripada poljskemu Zahodnopomorjanskemu, Pomorjanskemu in Kujavsko-pomorjanskemu vojvodstvu. Njena zgodovinska meja na zahodu je mejna dolina Mecklenburg-Predpomorjansko, ki zdaj predstavlja mejo med mecklenburškim in pomorjanskim delom Mecklenburg-Predpomorjanskega, na vzhodu pa reka Visla. Najbolj vzhodni del Pomorjanskega je znan tudi kot Pomerelija, sestavljen iz štirih podregij: Kašubije, naseljene z etničnimi Kašubi, Kociewie, Tuholskega gozda in dežele Chełmno.
Pomorjansko je razmeroma redko naseljeno. Največji mesti sta Gdańsk in Szczecin. Za neurbana območja so značilna kmetijska zemljišča, posejana s številnimi jezeri, gozdovi in majhnimi mesti. Na zahodu Pomorjanskega je več otokov, največji med njimi je Rugia, ki je hkrati največji otok v Nemčiji, Usedom/Uznam in Wolin, ki je največji otok na Poljskem. Regija ima bogato in zapleteno politično in demografsko zgodovino na stičišču več kultur.

## Pokrajina
Večji del regije je obalna nižina, ki je del Srednjeevropske nižine. Njeni južni, gričevnati deli pripadajo Baltskemu grebenu, pasu terminalnih moren, nastalih v  pleistocenu. Znotraj grebena je veriga  morenskih jezer, ki tvorijo Pomorjansko jezersko območje. Tla so na splošno precej nerodovitna, včasih peščena ali močvirna.
Zahodna obala je nazobčana s številnimi polotoki in otoki, vključno z Rügenom, Usedomom in Wolinom, zalivi (Bodden) in lagunami. Največja je laguna Szczecin.
Vzhodna obala je ravna. Łebsko in več drugih jezer so bili v preteklosti zalivi, ki so zdaj odrezani od morja. Na najbolj vzhodni obali ob Gdanskem zalivu in v laguni Visle  sta polotoka Hel in Visla, ki štrlita v Baltik.
- Značilna pomorjanska obala, Zahodnopomorjansko vojvodstvo
- Jezero Wdzydze, Pomorjansko vojvodstvo
- Narodni park Wolin, Zahodnopomorjansko vojvodstvo
- Słowiński narodni park, Pomorjansko vojvodstvo
- Usedom/Uznam, Zahodno Pomorjansko
- Rt Arkona, Zahodno Pomorjansko

## Zgodovina

### Od prazgodovine do srednjega veka (okoli 400 pr. n. št. – 1400 n. št.)
Poseljevanje Pomorjanskega se je začelo ob koncu vislanske faze ledene dobe dobe pred približno 13.000 leti. Najdene so bile arheološke sledi različnih kultur v kameni in bronasti dobi, baltskih ljudstev, germanskih ljudstev in Venetov v železni dobi ter zahodnoslovanskih plemen in Vikingov v srednjem veku.
Vzhodni del Pomorjanskega so na začetku 10. stoletja zasedli zgodnji poljski vladarji in ga vključili v svojo državo. Zahodni del regije je v poznem 12. stoletju prišel pod oblast Danske in Svetega rimskega cesarstva. Gdansk, ustanovljen med vladavino poljskega vojvode Mješka I., je od takrat glavno pristanišče Poljske.
V 12. stoletju se je Pomorjansko vojvodstvo, vazal Kraljevine Poljske, pod vodstvom svetnika Otona Bamberškega pokristjanilo. Pomerelija, vzhodni del Pomorjanskega znotraj Poljske, je istočasno postala del škofije Włocławek. Od poznega 12. do zgodnjega 13. stoletja je Grifinsko Pomorjansko vojvodstvo spadalo v Sveto rimsko cesarstvo, kneževina Rugija pa je pripadala Danski. Pomerelija pod Samboridi je bila del Poljske. Pomorjansko je v času svojega zavezništva s Svetim rimskim cesarstvom mejilo z zahodnoslovansko državo Oldenburg, s Poljsko in razširjajočo se mejno grofijo Brandenburg. V zgodnjem 14. stoletju so v Pomorjansko vdrli tevtonski vitezi in tam ustanovili  svojo meniško državo, ki je vključevala tudi zgodovinsko Prusijo. Zaradi tevtonske vladavine se je v nemški terminologiji ime Prusija razširilo tudi na osvojena poljska ozemlja, kot je Gdansko Pomorjansko, čeprav niso bila naseljena z baltskimi Prusi, temveč lehitskimi Poljani. Pomorjansko je začelo postajati vedno bolj nemško naselitveno območje. Preostali Vendi in Poljani, pogosto znani kot Kašubi, so se še naprej naseljevali v Pomereliji. Leta 1325 je rod knezov Rügenov izumrl in kneževino so podedovali Grifini.

### Od renesanse (okoli 1400-1700) do zgodnjega novega veka
Po porazu Tevtonskega reda v trinajstletni vojni je Pomorjansko leta 1466 spet pripadlo Kraljevini Poljski. Ustanovljeno je bilo Pomorjansko vojvodstvo kot del Kraljeve Prusije. Medtem ko je nemško prebivalstvo v Pomorjanskem vojvodstvu leta 1534 sprejelo protestantsko vero, je poljsko in kašubsko prebivalstvo ostalo pri rimskokatoliški cerkvi. Tridesetletna vojna je močno opustošila in izpraznila Pomorjansko. Nekaj let pozneje se je to isto zgodilo v Pomereliji (potop). Z izumrtjem hiše Griffin v istem obdobju je bilo Pomorjansko vojvodstvo leta 1648 razdeljeno med Švedsko cesarstvo in Brandenburg-Prusijo, medtem ko je Pomerelija ostala v Poljski kroni.

## Moderna doba
Prusija je leta 1720 pridobila južne dele Švedske Pomeranije. V letih 1772 in 1793 je napadla Poljsko in priključila Pomerelijo in po napoleonskih vojnah leta 1815 pridobila še preostanek švedske Pomeranije. Nekdanje brandenburško-prusko Pomorjansko in nekdanji švedski deli so bili reorganizirani v prusko provinco Pomeranijo,  medtem ko je Pomerelija postala del province Zahodna Prusija. S Prusijo sta se obe provinci leta 1871 pridružili novoustanovljenemu Nemškemu cesarstvu. Pod nemško vladavino je bila poljska manjšina deležna diskriminacije in zatiralskih ukrepov, katerih cilj je bil izkoreninjenje njene kulture.
Po porazu Nemškega cesarstva  v prvi svetovni vojni je bilo Gdansko Pomorjansko/Pomerelija vrnjeno obnovljeni poljski državi kot del tako imenovanega Poljskega koridorja, medtem ko je bil Gdansk/Danzig z nemško večino preoblikovan v neodvisno svobodno mesto Danzig. Leta 1938 je bila nemška provinca Pomeranija razširjena na severne dele nekdanje province Posen–Zahodna Prusija, po nemški okupaciji Poljske  konec leta 1939 pa je Poljski koridor postal del vojnega Reichsgaua Danzig–Zahodna Prusija. Nacisti so pomorjanske Jude deportirali v rezervat blizu Lublina v Pomereliji. Med nacističnim zatiranjem je močno trpelo tudi Poljsko prebivalstvo. Več kot 40.000 jih je umrlo v usmrtitvah, taboriščih smrti, zaporih in na prisilnem delu, predvsem učitelji, poslovneži, duhovniki, politiki, nekdanji vojaški častniki in javni uslužbenci. Na tisoče Poljakov in Kašubov je bilo deportiranih, njihove domove pa so zasedli  nemška vojska in državni uslužbenci. Med letoma 1940 in 1943 pa so tja preselili tudi nekaj baltskih Nemcev.
Po porazu nacistične Nemčije v drugi svetovni vojni se je nemško-poljska meja pomaknila proti zahodu na črto Odra–Nisa. Celotno Pomorjansko je bilo v sovjetski okupacijski coni.  Nemški prebivalci nekdanjih vzhodnih ozemelj Nemčije in Poljaki nemške narodnosti iz Pomorjanskega so bili izgnani. Med letoma 1945 in 1948 je bilo z nekoč nemškega ozemlja na Poljskem iz drugih vzhodnoevropskih držav izseljenih več milijonov etničnih Nemcev (Volksdeutsche) in nemških državljanov (Reichsdeutsche). Veliko nemških civilistov je bilo poslanih v internacijo in delovna taborišča, kjer so opravljali prisilno delo kot del nemške vojne odškodnine državam v vzhodni Evropi. Število smrtnih žrtev, ki jih je mogoče pripisati begu in izgonom, je sporno. Na novo poljsko ozemlje so bili preseljeni predvsem Poljaki poljske narodnosti, nekateri so bili izgnanci iz nekdanje vzhodne Poljske, nekaj Poljakuv ukrajinske narodnosti, preseljenih med operacijo Visla,  in nekaj poljskih Judov. Večina Gornjega  ali Zahodnega Pomorjanskega (Predpomorjansko) je ostala v Nemčiji, kjer je našla zatočišče večina izgnanih Pomorjancev. Pozneje so se mnogi preselili v druge nemške regije in tujino. 
Sedanje nemško Gornje Pomorjansko tvori vzhodni del dežele Mecklenburg-Predpomorjansko, medtem ko je poljski del razdeljen predvsem med Zahodnopomorjansko in Pomorjansko vojvodstvo s prestolnicama v Szczecinu in Gdansku. V 80. letih dvajsetega stoletja sta gibanji Solidarnost in Die Wende (Sprememba) zrušili komunistična režima, vzpostavljena v povojnem obdobju. Od takrat je Pomorjansko del demokratične države.
Pomorjansko poljsko narečje in običaji so  še vedno živi v poljski koloniji v  Braziliji. Prihod pomorjanskih priseljencev je skupaj z Nemci in Italijani od zgodnjih 1930. let pomagal oblikovati brazilsko državo Espírito Santo. Brazilsko mesto Pomerode v zvezni državi Santa Catarina so leta 1861 ustanovili pomorjanski  Nemci in velja za najbolj značilno nemško izmed vseh nemških mest v južni Braziliji.

## Prebivalstvo
Nemški del Zahodnega Pomorjanskega je naseljen z nemškimi Pomorjanci. V drugih delih zaradi preseljevanj po drugi svetovni vojni in posledične polonizacije prevladujejo Poljaki. Na podeželju v Pomereliji je veliko Kašubov, potomcev zahodnoslovanskih Pomorjancev,.
Nemško Gornje Pomorjansko je imelo leta 2012 okoli 470.000 prebivalcev, medtem ko je imelo poljsko Gornje Pomorjansko leta 2012 okoli 580.000 prebivalcev. V zgodovinskem Pomorjanskem torej danes živi približno 1,15 milijona ljudi, v Szczecinu z okolico pa še več.

### Mesta
Na Pomorjanskem v širšem smislu je šestnajst mest.  V poljskem delu sta najpomembnejši mesti Gdansk (470.621 prebivalcev) in Szczecin (408.913), v nemškem pa Greifswald (59.232)  in Stralsund (59.418).
- Szczecin
- Gdańsk
- Stralsund
- Greifswald

## Jeziki in narečja
V nemškem delu Pomorjanskega se govori standardna nemščina in pomorjanska narečja. V poljskem delu prevladuje poljščina. Kašubi v Pomereliji govorijo kašubsko. 